# 1931 год в изобразительном искусстве СССР
1931 год был отмечен рядом событий, оставивших заметный след в истории советского изобразительного искусства.

## События
- В январе в Москве выходит первый номер журнала «Пролетарское кино», издававшегося с 1929 года под названием «Кино и жизнь», позднее, в 1933—1935 годах — «Советское кино», а с января 1936 — «Искусство кино» (с перерывом с июля 1941 по октябрь 1945). Журнал продолжает выходить до сих пор, являясь сегодня единственным в России ежемесячным искусствоведческим аналитическим журналом[1].

- 15 апреля в Москве в помещении выставочного зала товарищества «Художники» (Кузнецкий мост, 11) открылась первая выставка общества «Союз Советских художников». Среди 348 работ 54 участников экспонировались произведения Михаила Авилова, Абрама Архипова, Константина Богаевского, Петра Бучкина, Витольда Бялыницкого-Бируля, Митрофана Грекова, Николая Дормидонтова, Дмитрия Кардовского, Петра Котова, Аркадия Пластова, Константина Рудакова, Аркадия Рылова, Василия Сварога, Рудольфа Френца и других художников[2].

- 12 мая в Москве в Музее Революции СССР (ул. Тверская, 59) открылась выставка «Социалистическое строительство в изобразительном искусстве». Среди 128 работ 76 участников экспонировались произведения Ростислава Барто, Исаака Бродского, Георгия Верейского, Игоря Грабаря, Рудольфа Френца и других художников[3].

- 1 августа в Москве в Парке культуры и отдыха открылась «Антиимпериалистическая выставка». Среди 476 работ 175 участников экспонировались произведения Самуила Адливанкина, Фёдора Богородского, Сергея Герасимова, Александра Дейнеки, Александра Осмёркина и других художников[4].

- Выставка работ художников, командированных в районы индустриального и колхозного строительства, открылась в Москве[5].

## Деятели искусства

### Родились
- 7 мая — Миша Брусиловский, живописец, график, заслуженный художник РСФСР.
- 16 февраля — Ирина Добрякова, живописец.
- 15 марта — Владислав Левант, живописец, график, заслуженный художник РСФСР (ум. в 1978).
- 8 апреля — Герман Егошин, живописец (ум. в 2007).
- 26 апреля — Вера Назина, живописец.
- 24 мая — Ирина Бройдо, живописец, график и скульптор.
- 11 июля — Владимир Прошкин, живописец и график, заслуженный художник Российской Федерации.
- 2 августа — Борис Манаков, художник (ум. в 1993).
- 3 августа — Александр Арефьев, художник (ум. в 1978).
- 22 августа — Глеб Максимов, живописец (ум. в 1993).
- 15 сентября — Борис Шаманов Борис Иванович, живописец, график и педагог, народный художник Российской Федерации (ум. в 2008).
- 7 октября — Юрий Екубенко, скульптор (ум. в 1991).
- 25 ноября — Евгений Галунов, живописец (ум. в 1999).
- 30 ноября — Николай Рубан, живописец ( ум. в 1993).

### Скончались
- 12 января — Михаил Гужавин, художник-пейзажист (род. в 1888).